# 穆庫切斯

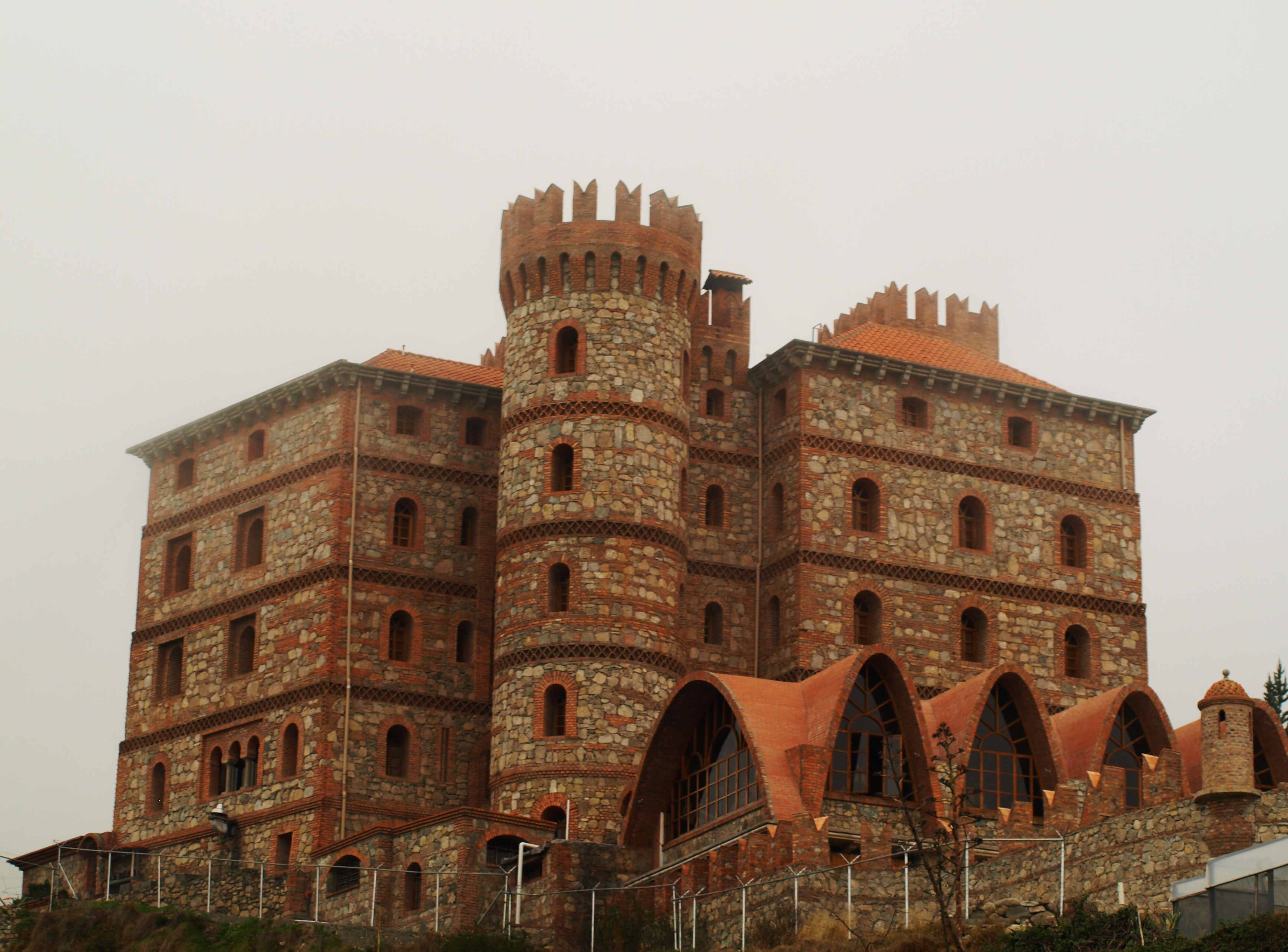

穆庫切斯是委內瑞拉的城鎮，由梅里達州負責管轄，位於該國西部，始建於1586年，海拔高度2,968米，氣候涼爽，平均溫度11攝氏度，人口約5,900。
8°45′00″N 70°55′00″W / 8.75000°N 70.91667°W